# 4000 (szám)
A 4000 (négyezer) a 3999 és 4001 közötti természetes szám. Osztható számjegyeinek összegével, ezért Harshad-szám. Tízszögszám. 
Négyzetteljes szám, de nem teljes hatvány, ezért Achilles-szám.
Praktikus szám.
Egyetlen szám valódiosztó-összegeként áll elő, ez a 4064.